# Long Dương
Long Dương (tiếng Trung: 隆阳区), Hán Việt: Long Dương khu là một quận nội thành thuộc địa cấp thị Bảo Sơn, tỉnh Vân Nam, Cộng hòa Nhân dân Trung Hoa. Quận này có diện tích 5011 km2, dân số năm 2003 là 850.000 người. Chính quyền quận đóng tại đường Thượng Hạng.

## Các đơn vị hành chính

### Trấn
- Hán Trang (汉庄镇)
- Bồ Phiêu (蒲缥镇)
- Lộ Giang (潞江镇)
- Ngõa Diêu (瓦窑镇)
- Bản Kiều (板桥镇)

### Cáchương
Quận này không có hương